# Corendon Airlines Europe
Corendon Airlines Europe, legalmente costituita come Touristic Aviation Services Ltd., è una compagnia aerea charter europea con sede a Luqa e base all'aeroporto Internazionale di Malta. Ha un certificato di operatore aereo maltese ed è una compagnia sorella di Corendon Airlines e Corendon Dutch Airlines.

## Storia
Corendon Airlines Europe è una controllata di Corendon Airlines con sede all'aeroporto Internazionale di Malta. Il vettore ha iniziato le operazioni a maggio 2017. Fa parte di una strategia di Corendon Tourism Group per espandere le operazioni europee, con voli dagli aeroporti più trafficati della Germania alle famose destinazioni turistiche all'interno e all'esterno dell'Europa.
La compagnia basa i suoi aerei in diversi aeroporti in Germania. Norimberga, Colonia/Bonn, Munster/Osnabruck, Hannover sono le principali città. Oltre a queste, a partire dall'estate 2021, due aerei sono basati a Düsseldorf e uno a Basilea/Mulhouse.
Oltre a questi, Corendon Airlines e Corendon Airlines Europe volano verso destinazioni turistiche popolari come Turchia, Isole greche, Isole Canarie, Isole Baleari, Italia, Egitto e Tel Aviv da quasi tutte le città della Germania.

## Flotta

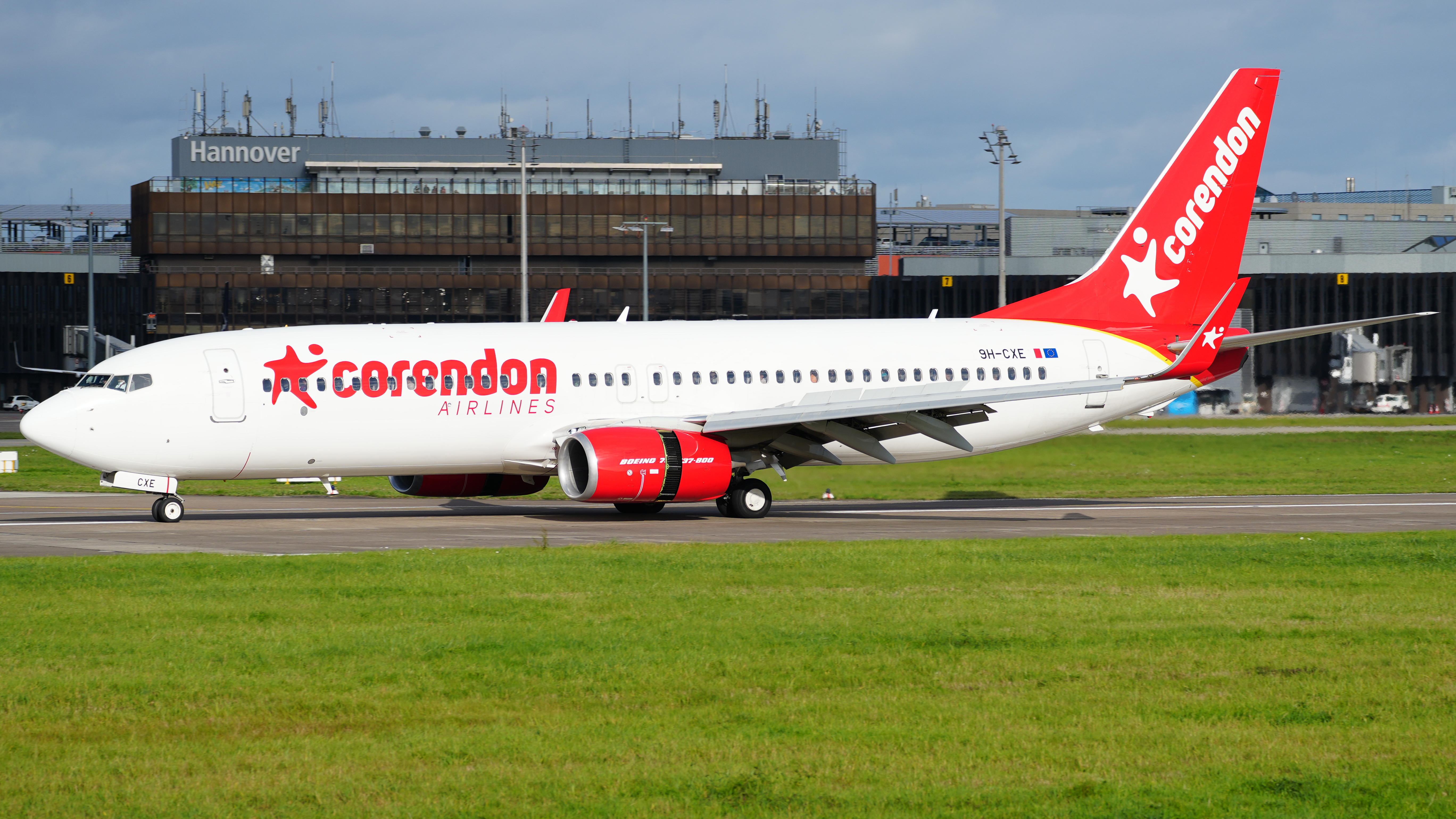
Un Boeing 737-800.

Ad ottobre 2024 la flotta di Corendon Airlines Europe è così composta: